# Giddes Chalamanda
Giddes Chalamanda, plus connu sous le nom d'Agide, est un chanteur malawite.

## Biographie

### Débuts
Né en 1930 à Chiradzulu, dans la région sud du Malawi, il est l'un des artistes populaires du pays.

### Carrière
Chalamanda déclare qu'il ne savait pas comment obtenir des redevances de TikTok, mais espère bénéficier financièrement de sa tardive célébrité.
Il joue régulièrement avec des nouvelles générations de musiciens. C'est la version reggae de Linny hoo le rend mondialement célèbre.

Il déclare : 

« Je suis juste surpris que malgré la popularité de la chanson, il n'y ait rien pour moi [...] Bien que je sois ravi d'avoir fait danser des gens partout dans le monde, il devrait y avoir un gain pour moi. J'ai besoin d'argent. »

#### TournéeComing To America
Dans les paroles de sa chanson Buffalo Soldier, il mentionne que s'il avait assez d'argent, il voyagerait en Amérique. En 2016, avec l'aide de fans, d'amis et d'organisations au Malawi et dans la diaspora malawite (en), il peut réaliser ce rêve en se rendant aux États-Unis avec les musiciens Edgar ndi Davis. Il donne un concert au BlackRock Center for the Arts (en) dans le cadre de la manifestation Pulse of Malawi qui célèbre le jour de l'indépendance du Malawi à Germantown dans le Maryland. Il est aussi un panéliste lors des débats organisés par les organisations de la diaspora malawite. Il joue également à la Bibliothèque du Congrès à Washington, où sa musique a été archivée. Il donne également un concert au théâtre d'État de l'Indiana, un État mentionné dans sa chanson originale.

#### Collaboration avec Patience Namadingo

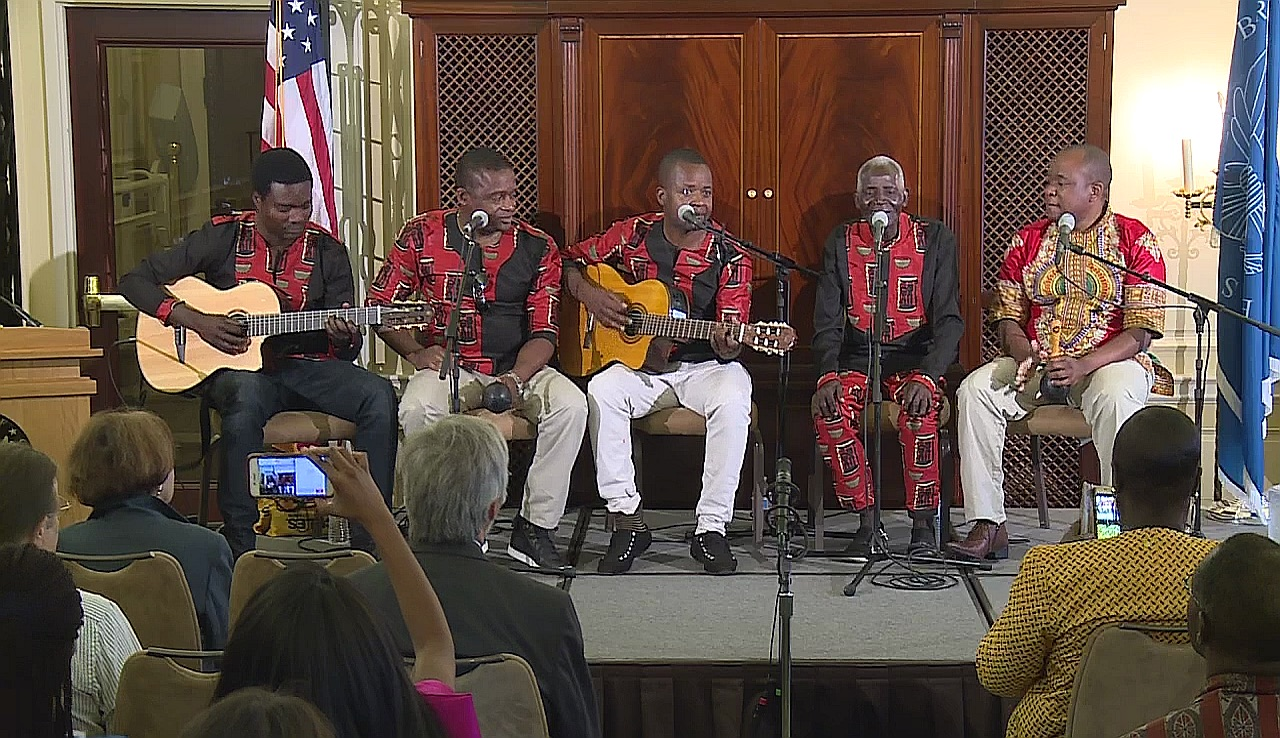
Giddes Chalamanda avec un groupe.

En juillet 2020, Chalamanda collaboré avec l'artiste malawite de gospel, Patience Namadingo, qui est l'ambassadrice de la marque de la banque privée malawite FDH Financial Holdings. Ensemble, ils réalisent un remix de plusieurs de ses chansons à succès, dont Linny hoo, Buffalo Soldier et Che Meri. Dans la vidéo du remix, on voit Chalamanda fournir une voix de basse et Namadingo tisser sa voix avec la sienne, produisant une chanson qui fait le tour des plateformes de médias sociaux comme TikTok. Le même mois, FDH promet à Chalamanda de lui construire une épicerie dans sa ville de Chiradzulu. La promesse est tenue en septembre de la même année, lorsque la banque remet une épicerie construite et approvisionnée, fournissant ainsi à Chalamanda une source de revenus fiable pour faciliter sa retraite de la musique.

### Vie privée
Giddes Chalamanda est marié et père de quatorze enfants dont sept sont vivants.